# Maquis de Fizi
O Maquis de Fizi foi um Estado dissidente que se separou do Zaire e existiu de 1967 a 1986. Além do contemporâneo Território de Fizi, que localiza-se na atual província do Quivu do Sul, em seu auge também se estendeu até Kabambara no oeste e Mwenga no norte.
Maquis de Fizi foi declarada independente e organizada como república em 24 de outubro de 1967. Surgido após os fracassos da rebelião Simba, a organização política de Maquis de Fizi se baseava na doutrina de guerrilha dos maquis, funcionando como um reduto revolucionário liderado por Laurent-Désiré Kabila, que aglutinou um relevante contingente militar de alguns milhares de homens. Os maquis guerrilheiros de orientação lumumbista, que serviram de inspiração e modelo para fundação do Estado socialista de Maquis de Fizi, se organizaram com sucesso, entre 1964 e 1967, na região habitada pela etnia bembe, que tinha como território tradicional a zona próxima ao lago Tanganica. Embora praticamente desconhecido internacionalmente, Maquis de Fizi adotava políticas semelhantes à doutrina maoísta e recebia ajuda e assistência da China e da Tanzânia. A despeito de orientar-se oficialmente sob a ideologia dos maquis (descentralizada e revolucionária antifascista), a organização em Fizi era centralizada, governada sob o Partido Revolucionário Popular (PRP), que atuava em princípios guerrilheiros. Ainda assim, Maquis de Fizi foi a mais bem organizada e duradoura estrutura de oposição, resistência e enfrentamento ao governo de Mobutu Sese Seko no Zaire.
O governo de Maquis de Fizi adotou a língua suaíli como oficial, com a economia do território sustentando-se basicamente na agricultura e extrativismo. O trabalho era realizado coletivamente, com a propriedade e a produção sendo coletivizada com bastante sucesso. Em relação ao seu tamanho e isolamento, o território atingiu um nível bastante alto de eficiência econômica e organização política na década de 1970, graças à aplicação disciplinada da teoria marxista-leninista. O território então conseguiu produzir e exportar em escala semi-industrial excedentes consideráveis de café, dendê e algodão, escoando pelo porto de Baraka, no lago Tanganica, via Tanzânia, Zâmbia e Burundi. A partir de 1979, porém, passa a crescer a insatisfação com o governo de Kabila, que sofria acusações de nepotismo.
Com as tropas zairenses infiltradas a causar o caos no governo a partir da década de 1980, o enfraquecimento do Estado de Fizi deu-se após as Guerras de Moba. Por fim, dissolveu-se em 1 de julho de 1986, quando seus suprimentos de armas se esgotaram, com o território sendo conquistando militarmente pelo Zaire. Antes, porém, as ações de sabotagem e as incursões militeres zairenses levaram ao colapso econômico e de recursos, deixando o território em situação de penúria, ocorrendo também a diminuição de apoio da China sob orientação denguista após pressão dos Estados Unidos.
Mesmo após a dissolução oficial da estrutura do Estado de Maquis de Fizi em 1986, as tropas do PRP sob comando de Kabila somente abandonaram a região em 1987 (em direção à Tanzânia), após longo cerco das Forças Armadas Zairenses à península Fizi, a última área sob comando do PRP.